# Luz vermelho extremo

O espectro visível; vermelho extremo está localizado na extrema direita.

A luz  vermelho extremo ou  luz vermelho distante é uma faixa de luz na extrema extremidade vermelha do espectro visível, logo antes da luz infravermelha. Geralmente considerada como a região entre 700 e 780 nm, é fracamente visível aos olhos humanos. É amplamente refletida ou transmitida pelas plantas devido ao espectro de absorbância da clorofila e é percebida pelo fitocromo fotorreceptor da planta. No entanto, alguns organismos podem usá-lo como fonte de energia na fotossíntese. A luz vermelha distante também é usada para a visão por certos organismos, como algumas espécies de peixes de grande profundidade.